# سيستامين
السيستامين مركب كيميائي يمكن تصنيعه حيويًا في الثدييات، بما في ذلك البشر، عن طريق تحلل الإنزيم المساعد أ. ينقسم البانتيثين الوسيط إلى السيستامين وحمض البانتوثنيك. إنه سلف التخليق الحيوي للناقل العصبي هيبوتورين. إنه أمينوثيول مستقر، أي مركب عضوي يحتوي على كل من مجموعات وظيفية أمين وثيول. السيستامين مادة صلبة بيضاء قابلة للذوبان في الماء. غالبًا ما يستخدم كأملاح من مشتق الأمونيوم [HSCH2CH2NH3]  بما في ذلك هيدروكلوريد، فوسفوسيستامين، وطرطرات البيت. يُباع السيستامين كدواء تحت الاسم التجاري Cystagon من بين أدوية أخرى، لعلاج داء السيستين.